# Morte di Giuseppe Uva
La morte di Giuseppe Uva avvenne il 14 giugno 2008 dopo che, nella notte tra il 13 e il 14 giugno, era stato fermato ubriaco da due carabinieri. I due militari lo portarono in caserma, dalla quale venne poi trasferito, per un trattamento sanitario obbligatorio, nell'ospedale di Varese, dove morì la mattina successiva a causa di un arresto cardiaco. Secondo la tesi dell'accusa, la morte fu causata dalla costrizione fisica subita durante l'arresto e dalle successive violenze e torture subite in caserma.
Il processo contro i due carabinieri che eseguirono l'arresto e contro altri sei agenti di polizia ha assolto gli imputati dalle accuse di omicidio preterintenzionale e sequestro di persona. Alla vicenda sono dedicati i documentari Viva la sposa di Ascanio Celestini e Nei secoli fedele di Adriano Chiarelli.

## Storia
Giuseppe Uva, gruista di Varese di 43 anni, nato il 17 febbraio 1965, venne fermato la notte del 14 giugno 2008 insieme a un suo amico, Alberto Biggiogero (Varese, 12 gennaio 1975), mentre i due, in stato di ebbrezza, stavano schiamazzando e spostando delle transenne in via Dandolo, nel centro di Varese. I due si spostarono in una via lì vicino, mentre i carabinieri misero a posto le transenne. Successivamente i due iniziarono a trascinare un cassonetto in mezzo alla strada e i carabinieri chiesero loro i documenti per prendere le generalità. Poiché Uva rifiutò di fornire i documenti e cominciò a urlare in piena notte (minacciando un residente che era sveglio e prendendo a calci e pugni il portone d'ingresso) fu ammanettato e, nello stesso momento, arrivarono due auto della polizia che fermarono Biggiogero. Più tardi si verrà a sapere che «quella notte tutte le forze dedicate al pattugliamento della città di Varese, sei poliziotti e due carabinieri, furono impegnate per ore nel contenimento di Uva e Biggiogero». Da evidenziare è anche il fatto che «non esiste alcun documento relativo al fermo o all'arresto della vittima». I due furono portati in caserma, dove Uva fu trattenuto per alcune ore e, secondo Biggiogero che era con lui, fu vittima di pestaggio, dopo il quale venne trasferito presso l'ospedale di Varese dove, la mattina successiva, morì per arresto cardiaco. La sorella di Giuseppe Uva, Lucia, ritenendo che il fratello avesse subito delle violenze, presentò un esposto alla Procura di Varese che portò a processo i due carabinieri e i sei poliziotti.
Giunta nella camera dell'obitorio in cui si trovava il cadavere del fratello, Lucia sostenne di aver notato la presenza di alcuni segni di percosse. Qui un estratto della testimonianza della donna, risalente al febbraio 2010:
Una prima inchiesta vide indagato lo psichiatra Carlo Fraticelli, accusato di omicidio colposo. Secondo l'accusa, sostenuta dal pubblico ministero Agostino Abate, la morte di Uva sarebbe stata causata da un'errata somministrazione di farmaci, ma il Tribunale di Varese, nel 2012, lo assolse perché il fatto non sussiste. Il giudizio fu confermato l'anno successivo in appello. Furono indagati altri due medici, Matteo Catenazzi ed Enrica Finazzi, entrambi prosciolti rispettivamente in udienza preliminare e con il rito abbreviato.
Il giudice per le indagini preliminari rigettò la richiesta di archiviazione con cui il procuratore Agostino Abate aveva chiuso le indagini sulla morte: il presidente della commissione Diritti umani del Senato, Luigi Manconi, si interessò alla vicenda appoggiando la tesi della sorella della vittima, affermando che «non esagerava nel denunciare, quasi da sola, le responsabilità di chi non aveva nemmeno voluto ascoltare un testimone oculare». A seguito di questo, il ministro della Giustizia Annamaria Cancellieri ordinò un'ispezione per cercare di fare luce su «una vicenda particolarmente dolorosa, tuttora con punti oscuri che devono essere chiariti, e rispetto ai quali non si è ancora pervenuti a una risposta giudiziaria convincente». Secondo il GIP la vittima venne percossa «da uno o più presenti in quella stanza, da ritenersi tutti concorrenti materiali e morali». Venne anche ascoltato l'unico testimone, Alberto Biggiogero, che era con Uva quando entrambi la notte del 14 giugno vennero fermati dai carabinieri, che confermò ai magistrati di avere sentito Uva in caserma urlare e chiedere aiuto.
Successivamente l'inchiesta fu tolta ad Abate, che venne «sanzionato sul piano disciplinare per le omissioni durante l’indagine e per un interrogatorio al testimone oculare che mortifica le regole processuali dello Stato di diritto» e affidata al sostituto procuratore generale Felice Isnardi (in quel momento procuratore capo facente funzioni di Varese), che all'udienza preliminare chiese il proscioglimento di tutti gli imputati da tutte le accuse per insussistenza dei fatti. Tuttavia il Giudice dell'udienza preliminare decise il rinvio a giudizio dei due carabinieri e dei sei poliziotti per «abbandono di incapace, arresto illegale e abuso di autorità».

## Processi
Il processo in Corte d'assise di Varese iniziò nell'ottobre 2014. Nel corso delle udienze, i parenti di Giuseppe Uva continuarono a sostenere l'ipotesi della morte dovuta al pestaggio, a causa di alcuni lividi. In particolare, sostennero di avere visto alcuni segni neri alle caviglie e sui testicoli, ma i responsabili della camera mortuaria sostennero che si trattava di sangue che si deposita sotto tutte le salme. Quanto ai lividi presenti sul corpo, tutti i periti hanno sostenuto che non sono tali da averne provocato la morte. La sorella Lucia, inoltre, ha sostenuto che Uva avesse il sedere sporco di sangue a causa delle percosse subite, ma tutti i sanitari affermarono l'opposto, dichiarando di non avere visto tracce di sangue. Inoltre, i periti che esaminarono l'ano di Giuseppe Uva riferirono che era privo di lesioni e che la presenza di macchie rinvenute sui pantaloni indossati quella notte era dovuta alle emorroidi congeste che giustificavano perdite pregresse di sangue.
Il testimone chiave del processo, Alberto Biggiogero, disse che quella sera aveva cenato nell'appartamento di Uva e di avere cucinato, ma il padre lo smentì affermando che i due si erano recati nell'abitazione sua e di sua moglie, e avevano cenato lì. Lo stesso genitore disse che, quando arrivò in caserma, non sentì urlare nessuno e smentì nuovamente il figlio quando questi negò di non aver raccolto il verbale d'arresto. In precedenza Alberto Biggiogero era stato ricoverato per esaurimento nervoso e, nel diario clinico, venne scritto che aveva un «evidente tratto manipolatorio e parassitario» che tendeva «a raccontare la versione dei fatti per quello che gli è utile».
Gli imputati raccontarono che, nell'ufficio della caserma, Uva lanciò contro gli agenti la scrivania e diede una forte testata contro l'armadio. Successivamente, alternò momenti di agitazione a momenti di tranquillità. Per queste ragioni decisero di chiamare una guardia medica, la quale racconta che per precauzione fu ammanettato nuovamente. Sempre secondo il racconto della guardia medica, Uva iniziò a battere la testa contro il muro e a un certo punto, spingendosi con le proprie gambe, si buttò per terra cadendo sul lato destro, senza che nessuno lo stesse toccando.
Uno dei medici del pronto soccorso, la dottoressa Enrica Finazzi, raccontò che Giuseppe Uva, rifiutandosi di fare una lastra, le aveva detto di essere stato picchiato dalle forze dell'ordine mentre era in caserma, ma quest'affermazione è stata considerata poco credibile per l'accusa, poiché la dottoressa non l'aveva riferita né agli inquirenti né ai colleghi, e poiché non risultava a referto.
Il 15 aprile 2016 la Corte d'assise di Varese assolse gli imputati dalle accuse di percosse, abbandono di incapace e omicidio preterintenzionale perché il fatto non sussiste, mentre per il reato di arresto illegale, riqualificato in sequestro di persona, i giudici assolsero i poliziotti per non aver commesso il fatto e i carabinieri perché il fatto non costituisce reato. Il pubblico ministero, Daniela Borgonovo, aveva chiesto l'assoluzione per tutti gli imputati dall'accusa di arresto illegale perché il fatto non costituisce reato e dagli altri capi di imputazione perché il fatto non sussiste, spiegando: «Non ci sono in tutta la vicenda, dunque, comportamenti illegali che possano fondare una responsabilità penale degli imputati. Certe cose sicuramente non sono successe. Sicuramente. Per altre non c'è neanche un indizio di prova. Questa è la situazione. In definitiva non abbiamo trovato prove della responsabilità degli imputati nella morte di Giuseppe Uva, nemmeno per un dubbio ragionevole. Certamente non oltre ogni ragionevole dubbio».
Secondo le motivazioni della sentenza, le perizie «consentono di escludere in maniera assoluta la sussistenza di qualsivoglia lesione che abbia determinato o contribuito a determinare il decesso di Giuseppe Uva».
La Procura generale di Milano, tramite il magistrato Massimo Gaballo, fece appello chiedendo la condanna degli imputati, sostenendo che le azioni messe in atto dagli agenti dalla «violenta e ingiusta durata» avrebbero causato la morte della vittima innestandosi in una preesistente patologia cardiaca, chiedendo la condanna per omicidio preterintenzionale e sequestro di persona aggravato dalla qualifica di pubblico ufficiale. Al termine della requisitoria l'accusa chiese 13 anni di reclusione per i carabinieri, 10 anni e 6 mesi per i poliziotti. Il 31 maggio 2018 la Corte d'assise d'appello di Milano assolse gli imputati dal reato di sequestro di persona perché il fatto non sussisteva e confermò nel resto la sentenza di primo grado, condannando le parti civili appellanti al pagamento delle spese processuali.
Nel motivare l'assoluzione degli imputati dal reato di sequestro di persona i giudici scrissero che Giuseppe Uva, di fronte ai due carabinieri, «aveva da subito reagito alle loro richieste in maniera aggressiva contrariamente a Biggiogero», spiegando che fu necessario l'ammanettamento per portarlo in caserma e aggiungendo che, se avessero voluto picchiarlo come sosteneva l'accusa, non avrebbero chiamato «addirittura in aiuto dei testimoni, per di più nemmeno appartenenti alla medesima Arma».
L'8 luglio 2019 la sentenza è stata confermata in Cassazione.
Nel gennaio 2021 la Corte europea dei diritti umani dichiara ammissibile il ricorso presentato dai legali della famiglia Uva nel 2020.

## Influenza culturale
- Viva la sposa, documentario del 2015 di Ascanio Celestini.